# Compsorhipis cyanitibia
Compsorhipis cyanitibia is een rechtvleugelig insect uit de familie veldsprinkhanen (Acrididae). De wetenschappelijke naam van deze soort is voor het eerst geldig gepubliceerd in 2003 door Zheng & Gong.